# Boris Gaganelov
Boris Gaganelov (Petrich, 7 de outubro de 1941 – 5 de junho de 2020) foi um futebolista e treinador búlgaro que atuava como defensor.

## Carreira
Gaganelov fez parte do elenco da Seleção Búlgara na Copa do Mundo de 1966 e 1970. 

## Morte
Morreu no dia 5 de junho de 2020, aos 78 anos.

## Títulos
- Campeonato Búlgaro (7): 1960–61, 1961–62, 1965–66, 1968–69, 1970–71, 1971–72, 1972–73
- Copa da Bulgária (6): 1961, 1965, 1969, 1972, 1973, 1974